# 耶律硕老
耶律硕老（？—？），辽朝契丹人，辽朝宗室。
耶律硕老在辽圣宗时担任同政事门下平章事。同政事门下平章事是辽国的南面官，宰相或者使相的职位。统和十二年（994年）春正月初一癸丑朔，阴镇发水，漂溺三十馀村，辽圣宗下诏疏浚旧渠。正月初二甲寅，以同政事门下平章事耶律硕老为惕隐。下诏复行在五十里内租。惕隐是契丹族处理契丹贵族政教事务官的名称。一般由皇族，而且是皇族中最亲近的人物担任惕隐，相当于中原的宗正。